# Carnaval de Negros e Brancos

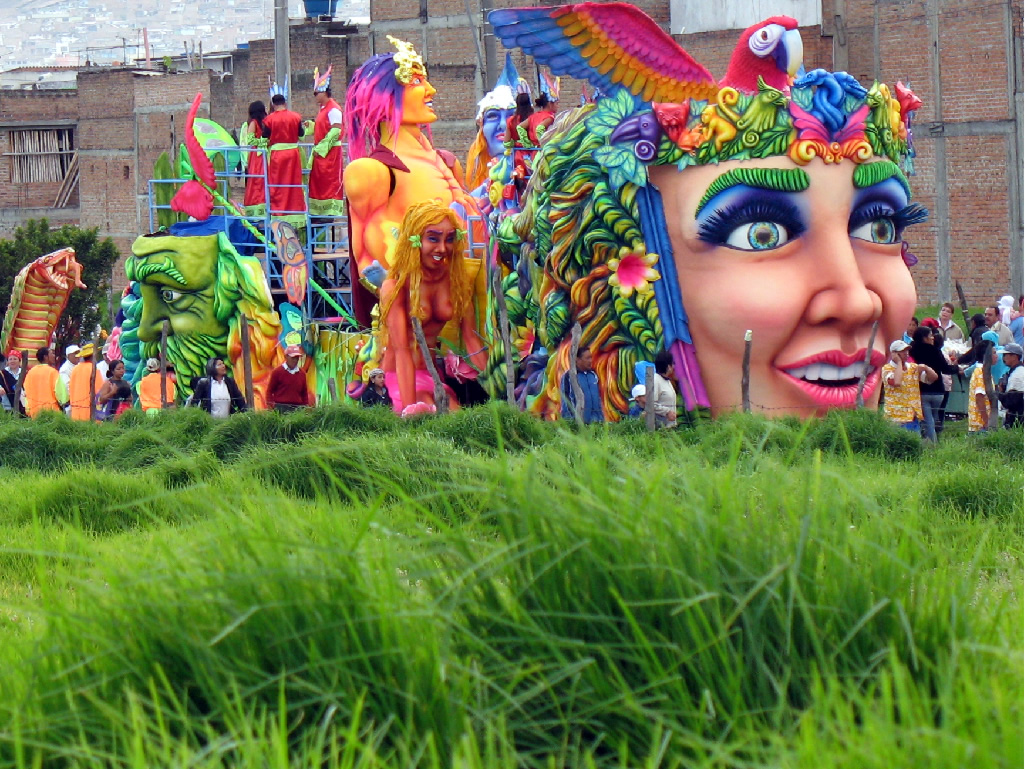
Bloco "Deuses Ancestrais"

Carnaval de Negros e Brancos (em espanhol, Carnaval de Negros y Blancos) é um carnaval que tem lugar a cada janeiro na cidade de Pasto, Colômbia. É uma das celebrações de carnaval mais antigas do continente e o segundo carnaval de Colômbia após o carnaval de Barranquilla.
Foi declarado patrimônio cultural da nação pelo congresso colombiano em abril de 2002, e celebra-se principalmente em Pasto e outros municípios do departamento de Nariño, do 4 ao 6 de janeiro de cada ano. Atrai um considerável número de turistas de todo as regiões do país. O carnaval compreende quatro etapas importantes, a saber, o pré-carnaval (carnavalito), a chegada da família Castañeda, o dia dos negros e por último o dia dos alvos.